# Kamence (gmina Brežice)
Kamence – wieś w Słowenii, w gminie Brežice. W 2018 roku liczyła 9 mieszkańców.